# Oh Ji-eun
Oh Ji-eun (30 de diciembre de 1981) es una actriz surcoreana. 

## Carrera
Conocida por su papel en el drama de fin de semana Tres Hermanos, el drama diario Sonreír de Nuevo, la comedia I Live in Cheongdam-dong, la sátira El Rey de los Dramas, y la sobrenatural Cheo Yong.
En mayo del 2019 se anunció que se había unido al elenco principal de la serie Golden Garden donde dará vida a Sa Bi-na, una ambiciosa celebridad que trata de destruir la vida de Eun Dong-joo.

## Filmografía

### Cine
| Año  | Título                                   | Hangul              |
| ---- | ---------------------------------------- | ------------------- |
| 2003 | El Actor Oh Mi-soon                      | 연극인 오미순       |
| 2003 | Sueño                                    | 꿈                  |
| 2003 | Hojeopmong                               | 호접몽              |
| 2004 | OBTENER Y PERDIDO                        | Cortometraje        |
| 2005 | De agosto de                             | 8월                 |
| 2005 | Viajes                                   | 여행                |
| 2005 | Silbato                                  | 호루라기            |
| 2007 | El Peor Tipo                             | 내 생애 최악의 남자 |
| 2007 | Los gemelos                              | 쌍둥이들            |
| 2008 | Mi Querido Enemigo                       | 멋진하루            |
| 2008 | Go Go de los años 70                     | 고고70              |
| 2008 | Verdaderamente, Locamente, Profundamente | 진실한 병한씨       |
| 2009 | Miembros de la Funeraria                 | 장례식의 멤버       |
| 2009 | Poseía                                   | 불신지옥            |
| 2009 | La Casa De La Familia                    | 하우스 패밀리       |
| 2010 | Vida Paralela                            | 평행이론            |

### Series
| Año       | Título                          | Hangul              | Papel                     | Red  |
| --------- | ------------------------------- | ------------------- | ------------------------- | ---- |
| 2006      | Bad Family                      | 불량 가족           |                           |      |
| 2007-2008 | Yi San                          | 이산                | Damo Yeo-jin              | MBC  |
| 2009      | Again, My Love                  | 미워도 다시 한 번   | Choi Yoon-hee             | KBS2 |
| 2009-2010 | Three Brothers                  | 수상한 삼형제       | Ju Eo-young               | KBS2 |
| 2010-2011 | Smile Again                     | 웃어라 동해야       | Lee Bong-yi               | KBS1 |
| 2011      | 재능나눔 프로젝트 DREAM         | Herself             |                           |      |
| 2011-2012 | Gwanggaeto, The Great Conqueror | 광개토태왕          | Do-young                  | KBS1 |
| 2011-2012 | I Live in Cheongdam-dong        | 청담동 살아요       | Oh Ji-eun                 | jTBC |
| 2012-2013 | The King of Dramas              | 드라마의 제왕       | Sung Min-ah               | SBS  |
| 2013      | Law of the Jungle in Himalayas  | 정글의 법칙         | ella misma                | SBS  |
| 2014      | Cheo Yong                       | 귀신보는 형사, 처용 | Ha Sun-woo                | OCN  |
| 2014      | Make Your Wish                  | 소원을 말해봐       | Han So-won                | MBC  |
| 2016      | Blow Breeze                     | 불어라 미풍아       | Park Shin-ae/Kang Mi-jung | MBC  |
| 2017      | Unknown Woman                   | 이름 없는 여자      | Son Yeo-ri                | KBS2 |